# Référendum constitutionnel italien de 2016
Pour les articles homonymes, voir Référendum italien de 2016.
Un référendum constitutionnel s'est tenu en Italie le 4 décembre 2016 selon la procédure prévue à l'article 138 de la constitution : les électeurs devaient approuver ou non la modification de la Constitution italienne, votée par le Parlement italien en avril 2016 avec une majorité non qualifiée, et dont l'objectif principal était de mettre fin au bicamérisme intégral en son sein. Elle visait à transformer le Sénat de la République en un « Sénat des Régions », composé de 100 sénateurs, principalement élus parmi des conseillers régionaux et des maires. 
Les électeurs devaient répondre par oui ou par non à la question suivante : « Approuvez-vous le texte de la loi constitutionnelle relative aux dispositions pour la fin du bicaméralisme paritaire, la réduction du nombre des parlementaires, la maîtrise du coût de fonctionnement des institutions, la suppression du Conseil national de l'Économie et du Travail (CNEL) et la révision du titre V de la 2e partie de la constitution, comme approuvé par le Parlement et publié au Journal officiel no 88 du 15 avril 2016 ? ».
Avec 65 % de participation (montant à 68,73 pour les bureaux de vote en Italie), les Italiens rejettent la modification de la Constitution par 59,11 % des voix.

## Historique
Le projet de loi constitutionnelle, proposé par le président du Conseil des ministres Matteo Renzi et la coalition de centre gauche Parti démocrate en 2014, a été approuvé par la majorité absolue des députés et des sénateurs, manquant de peu la majorité requise des deux tiers pour que le projet de loi soit adopté ; par conséquent, en vertu de l'article 138 de la Constitution, un référendum doit être organisé pour que cette réforme devienne une loi. Ce sera le troisième référendum constitutionnel en Italie en 15 ans, les deux derniers datant de 2001 et 2006.
Le projet de loi du gouvernement a d'abord été soumis au Sénat le 8 avril 2014. Après plusieurs amendements votés par le Sénat et par la Chambre des députés, le projet de loi a obtenu sa première approbation, le 13 octobre 2015 (Sénat) et le 11 janvier 2016 (la Chambre). Le projet de loi a été définitivement approuvé par le Sénat le 20 janvier 2016 puis par la Chambre des députés le 12 avril 2016.
Dans le cas d'une victoire du « oui » au référendum, il aurait s'agit de la réforme constitutionnelle la plus importante entreprise en Italie depuis l'abolition de la monarchie. Outre la réorganisation du Parlement, cette loi aurait amélioré – selon ses partisans – la stabilité du gouvernement italien. Néanmoins, les partis d'opposition ont désapprouvé ce projet, considérant celui-ci comme étant mal rédigé et dénonçant le pouvoir qu'il aurait donné au gouvernement.
La nette victoire du « non » conduit à l'annonce de la démission du président du Conseil Matteo Renzi dans la nuit du dimanche 4 décembre 2016. Toutefois le lendemain le président italien Sergio Mattarella demande à Matteo Renzi de reporter sa démission jusqu'à ce que le budget 2017 soit adopté par le Parlement italien.

## Question soumise à référendum
« Approuvez-vous le texte de la loi constitionnelle sur les “dispositions pour dépasser le bicamérisme parfait, sur la réduction du nombre des parlementaires, sur la maîtrise des coûts de fonctionnement des institutions, sur la suppression du CNEL et sur la révision du titre V de la deuxième partie de la Constitution”, tel qu'approuvé par le Parlement et publié dans le no 88 de la Gazzetta ufficiale du 15 avril 2016 ? »

« Approvate il testo della legge costituzionale concernente “disposizioni per il superamento del bicameralismo paritario, la riduzione del numero dei parlamentari, il contenimento dei costi di funzionamento delle istituzioni, la soppressione del Cnel e la revisione del Titolo V della parte II della Costituzione”, approvato dal Parlamento e pubblicato nella Gazzetta ufficiale n. 88 del 15 aprile 2016? »

## Changements contenus dans la nouvelle constitution proposée
La réforme proposée via référendum prévoit la suppression du Conseil national de l'Économie et du Travail (CNEL), change le mode d'élection du président de la République et des juges de la Cour constitutionnelle. De plus, elle introduit de nombreux changements concernant le Sénat. Le nombre de sénateurs diminuerait de 315 à 100 membres. Ces derniers seraient élus non plus directement par la population , mais par les Conseillers régionaux et les maires. Ces sénateurs seraient de fait en situation de cumul des mandats (mandat local plus mandat de parlementaire) et bénéficieraient automatiquement d'une immunité. Enfin, ce nouveau Sénat perdrait en pouvoir, mettant fin au bicaméralisme paritaire et servirait essentiellement à la représentation des institutions territoriales,,. La nouvelle loi électorale offrirait également une forte prime majoritaire. Selon Matteo Renzi, tout ceci aurait pour avantage de simplifier et de faciliter la production législative.

## Critiques
En proposant de tels changements, Matteo Renzi a été accusé par certains juristes et hommes politiques, comme Stefano Rodotà ou Fausto Bertinotti, de se comporter en chef de gouvernement autoritaire et anti-démocrate car sa réforme crée une concentration des pouvoirs trop forte,,,,, tandis que d'autres, comme Gianfranco Pasquino, soutiennent que les textes adoptés sont mal écrits,.
En avril 2016, un document intitulé Appello dei costituzionalisti est écrit par 56 juristes (principalement des spécialistes du droit constitutionnel), portant un regard critique sur la réforme proposée et exprimant de nombreuses inquiétudes : parmi eux, il y a notamment Francesco Amirante, Paolo Caretti, Lorenza Carlassare, Ugo De Siervo, Giovanni Maria Flick, Paolo Maddalena, Valerio Onida, Alfonso Quaranta et Gustavo Zagrebelsky.

## Campagne

### Comités
| Positions | Logo | Campagne                      | Slogan                        | Site web                                                                              |
| --------- | ---- | ----------------------------- | ----------------------------- | ------------------------------------------------------------------------------------- |
| Oui       |      | Juste un oui                  | Basta un Sì                   | www.bastaunsi.it                                                                      |
| Non       |      | Comité pour le non            | Comitato per il No            | « www.comitatoperilno.it »(Archive.org • Wikiwix • Archive.is • Google • Que faire ?) |
| Non       |      | Comité socialiste pour le non | Comitato Socialista per il No | www.comitatosocialistaperilno.com                                                     |
| Non       |      | Je vote non                   | Io Voto No                    | www.iovotono.it                                                                       |

### Positions des partis politiques italiens
Une grande partie de l'opposition a appelé à voter contre la réforme, parmi eux une bonne partie de la gauche, le Mouvement cinq étoiles, Forza Italia de Silvio Berlusconi et même certains « frondeurs » du Parti démocrate.
| Positions | Partis                                      | Orientation politique   | Leaders           |
| --------- | ------------------------------------------- | ----------------------- | ----------------- |
| Oui       | Parti démocrate (PD)                        | Social-démocratie       | Matteo Renzi      |
| Oui       | Radicaux italiens (RI)                      | Radicalisme             | Emma Bonino       |
| Oui       | Parti socialiste italien (PSI)              | Social-démocratie       | Riccardo Nencini  |
| Oui       | Centre démocrate (CD)                       | Gauche chrétienne       | Bruno Tabacci     |
| Oui       | Italie des valeurs (IdV)                    | Social-libéralisme      | Ignazio Messina   |
| Oui       | Alliance libéral-populaire-Autonomies (ALA) | Centrisme               | Denis Verdini     |
| Oui       | Choix civique pour l'Italie (SC)            | Liberalisme             | Enrico Zanetti    |
| Oui       | Area Popolare (AP)                          | Démocratie chrétienne   | Angelino Alfano   |
| Oui       | Fare! (F)                                   | Libéral-conservatisme   | Flavio Tosi       |
| Non       | Parti de la refondation communiste (PRC)    | Communisme              | Paolo Ferrero     |
| Non       | Parti communiste italien (PCI)              | Communisme              | Manuela Palermi   |
| Non       | Gauche italienne (SI)                       | Socialisme démocratique | Nichi Vendola     |
| Non       | Fédération des Verts (FdV)                  | Écologie politique      | Luana Zanella     |
| Non       | Possibile                                   | Social-démocratie       | Giuseppe Civati   |
| Non       | Union de centre (UDC)                       | Démocratie chrétienne   | Lorenzo Cesa      |
| Non       | Mouvement cinq étoiles (M5S)                | Populisme               | Beppe Grillo      |
| Non       | Forza Italia (FI)                           | Libéral-conservatisme   | Silvio Berlusconi |
| Non       | Ligue du Nord (LN)                          | Regionalisme            | Matteo Salvini    |
| Non       | Conservateurs et réformistes (CR)           | Conservatisme           | Raffaele Fitto    |
| Non       | Frères d'Italie - Alliance nationale (FdI)  | National-conservatisme  | Giorgia Meloni    |
| Non       | CasaPound (CPI)                             | Néofascisme             | Gianluca Iannone  |
| Non       | Forza Nuova (FN)                            | Néofascisme             | Roberto Fiore     |

### Position des principaux organes de presse
| Positions          | Journaux            | Orientation politique         |
| ------------------ | ------------------- | ----------------------------- |
| Oui                | L'Unità             | Social-démocratie             |
| Oui                | Il Foglio           | Conservatisme                 |
| Oui                | Il Sole 24 Ore      | Libéralisme                   |
| Non ·              | Il Fatto Quotidiano | Anti-establishment, populisme |
| Non ·              | Il Giornale         | Conservatisme                 |
| Non ·              | Libero              | Libéral-conservatisme         |
| Non ·              | Il manifesto        | Communisme                    |
| Neutre/Non déclaré | La Repubblica       | Libéralisme social            |
| Neutre/Non déclaré | Corriere della Sera | Centrisme                     |
| Neutre/Non déclaré | La Stampa           | Centrisme                     |
| Neutre/Non déclaré | Il Sole 24 Ore      | Libéralisme                   |

## Résultats

### Résultats nationaux
| Choix                  | Votes      | %     |  |
| ---------------------- | ---------- | ----- |  |
| Pour                   | 13 431 109 | 40,88 |  |
| Contre                 | 19 421 003 | 59,12 |  |
|                        |            |       |  |
| Votes valides          | 32 852 112 | 98,82 |  |
| Votes blancs           | 83 418     | 0,25  |  |
| Votes nuls             | 308 728    | 0,93  |  |
| Total                  | 33 244 258 | 100   |  |
| Abstention             | 17 529 026 | 34,52 |  |
| Inscrits/Participation | 50 773 284 | 65,48 |  |

| Votes pour (40,88 %) |  |  | Votes contre (59,12 %) |
| ▲                    |  |  |                        |
| Majorité absolue     |  |  |                        |

### Résultats par région

Carte des résultats par région :
Oui : >60 %
Oui : 55-60 %
Oui : 50-55 %
Non : >60 %
Non : 55-60 %
Non : 50-55 %

| Région                  | Oui        | Oui    | Non        | Non    | Participation | Participation |
| Région                  | Votes      | %      | Votes      | %      | Votants       | %             |
| ----------------------- | ---------- | ------ | ---------- | ------ | ------------- | ------------- |
| Abruzzes                | 255 022    | 35,61% | 461 167    | 64,39% | 722 930       | 68,71%        |
| Basilicate              | 98 924     | 34,11% | 191 081    | 65,89% | 293 546       | 62,85%        |
| Calabre                 | 276 384    | 32,98% | 561 557    | 67,02% | 845 775       | 54,43%        |
| Campanie                | 839 692    | 31,48% | 1 827 768  | 68,52% | 2 689 070     | 58,88%        |
| Émilie-Romagne          | 1 262 484  | 50,39% | 1 242 992  | 49,61% | 2 526 230     | 75,93%        |
| Frioul-Vénétie Julienne | 267 379    | 39,03% | 417 732    | 60,97% | 690 717       | 72,51%        |
| Latium                  | 1 108 768  | 36,68% | 1 914 397  | 63,32% | 3 044 673     | 69,16%        |
| Ligurie                 | 342 671    | 39,92% | 515 777    | 60,08% | 865 756       | 69,73%        |
| Lombardie               | 2 453 095  | 44,51% | 3 058 051  | 55,49% | 5 552 510     | 74,22%        |
| Marches                 | 385 877    | 44,95% | 472 656    | 55,05% | 866 233       | 72,84%        |
| Molise                  | 63 695     | 39,22% | 98 728     | 60,78% | 164 038       | 63,92%        |
| Piémont                 | 1 055 043  | 43,53% | 1 368 507  | 56,47% | 2 446 664     | 72,03%        |
| Pouilles                | 659 354    | 32,84% | 1 348 573  | 67,16% | 2 024 651     | 61,71%        |
| Sardaigne               | 237 280    | 27,78% | 616 791    | 72,22% | 859 158       | 62,45%        |
| Sicile                  | 642 980    | 28,42% | 1 619 828  | 71,58% | 2 284 254     | 56,65%        |
| Toscane                 | 1 105 769  | 52,51% | 1 000 008  | 47,49% | 2 125 053     | 74,45%        |
| Trentin-Haut-Adige      | 305 322    | 53,87% | 261 473    | 46,13% | 572 486       | 72,23%        |
| Ombrie                  | 240 346    | 48,83% | 251 908    | 51,17% | 496 406       | 73,47%        |
| Vallée d'Aoste          | 30 568     | 43,25% | 40 116     | 56,75% | 71 717        | 71,90%        |
| Vénétie                 | 1 078 883  | 38,06% | 1 756 144  | 61,94% | 2 856 049     | 76,66%        |
| Total Italie            | 12 709 536 | 40,05% | 19 025 254 | 59,95% | 31 997 916    | 68,48%        |
| Italiens de l'étranger  | 722 672    | 64,70% | 394 253    | 35,30% | 1 245 929     | 30,74%        |